# DASH柳津
DASH柳津（ダッシュやないづ）は、かつて広島県福山市に存在した、兵庫県競馬組合の場外勝馬投票券発売所である。

## 概要
前身は2004年11月に開設された福山市競馬事務局が運営する福山競馬場の場外発売所『シャトル柳津』であり、ゆめタウン松永のリニューアルに際して新規オープンしたテナントのひとつであった。2013年3月の福山競馬場廃止後、兵庫県競馬組合が園田・姫路競馬場場外として居抜きのかたちで運営を引き継ぎ、同年6月からDASH場外として運営を再開した。
2016年には『J-PLACE柳津』として、日本中央競馬会（JRA・中央競馬）の場外発売も開始した。
発券機はDASH福山駅前共々福山場外時代から営業終了まで日本トーター製の発券機を採用。この関係で、富士通フロンテックを採用する他の園田・姫路場外との間にも払戻の互換性がなく、J-PLACE他場のみならず地方競馬の投票券でも富士通・日本ベンダーネット製の発券機で購入したものはすべて本場に購入情報の照会を行う関係で、事前に問い合わせが必要であった。
入居するゆめタウン松永が2021年3月21日をもって閉店することを受け、同日に発売・払戻共に営業を終了した。

## 発売・払戻時間

### 地方競馬開催日
発売・払戻
昼間開催・園田ナイター開催 10:00 -
他場ナイター開催 12:00 -
ナイターのみ開催時は14:00開場
払戻は開催日の営業時間内に準ずる。

### 中央競馬開催日
発売・払戻
9:30 -
JRA全日程の全レース発売（前日発売は原則として全G1レース）
払戻はJRA発売日および地方競馬発売日、営業時間内に準ずる。